# Rajongemeinde Kaišiadorys
Die Rajongemeinde Kaišiadorys (Kaišiadorių rajono savivaldybė) ist eine  Rajongemeinde im litauischen Bezirk Kaunas. Die Gemeinde hat 36.285 Einw.
Die Rajongemeinde  umfasst die beiden Städte Kaišiadorys und Žiežmariai (3730 Einw.), die drei Städtchen (miesteliai) Kruonis, Rumšiškės und Žasliai sowie 401 Dörfer. Deren größtes, Gudiena mit 1664  Einwohnern, grenzt unmittelbar an die Stadt.

## Amtsbezirke
- Kaišiadorys Stadt
- Kaišiadorys Umland
- Kruonis
- Nemaitonys mit Sitz in Varkalės
- Palomenė
- Paparčiai

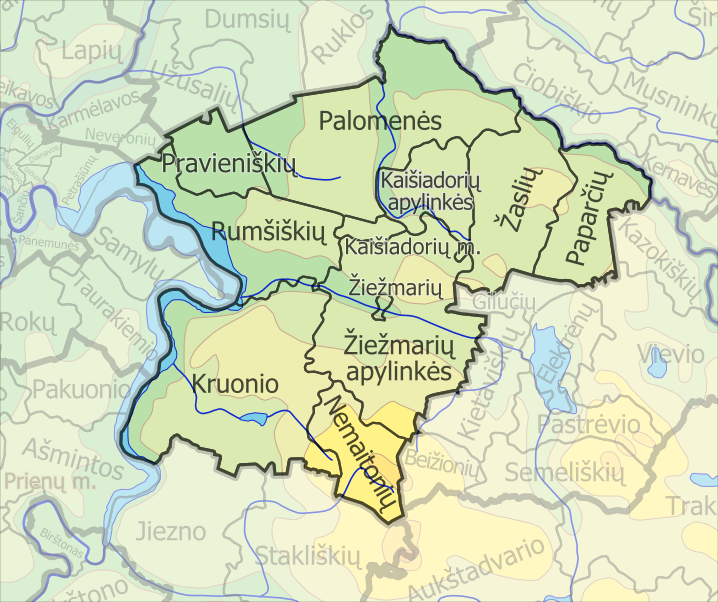
Amtsbezirke der Rajongemeinde Kaišiadorys

- Pravieniškės mit Sitz in Pravieniškės II
- Rumšiškės
- Žasliai
- Žiežmariai Stadt
- Žiežmariai Umland

## Bürgermeister
- 1995, 1997: Kęstutis Jakelis (* 1950)
- 1997–2000: Darius Mikučauskas (* 1966)
- 2000: Juozas Matulevičius (1946–2016)
- 2001–2003: Pranas Zaveckas
- 2003: Gintautas Mišeikis
- 2003–2015: Romualdas Urmilevičius
- 2015–2023: Vytenis Tomkus (* 1980), TS-LKD
- Seit 2023: Šarūnas Čėsna (* 1982)

## Persönlichkeiten
- Solomon Strasch (1870–1934), russisch-sowjetischer Bildhauer

## Städtepartnerschaft
- Twistringen, (Deutschland, Niedersachsen)